# Notiodrassus
Notiodrassus es un género de arañas araneomorfas de la familia Gnaphosidae. Se encuentra en Nueva Zelanda. 

## Lista de especies
Según The World Spider Catalog 12.0:
- Notiodrassus distinctus Bryant, 1935
- Notiodrassus fiordensis Forster, 1979

## Publication originale
- Bryant, 1935: Some new and little known species of New Zealand spiders. Records of ihe Canterbury Museum, vol. 4, pp. 71-94.